# René Major
Pour les articles homonymes, voir Major.
René Major, né le 1er novembre 1932 à Montréal, est un psychanalyste et psychiatre français d'origine québécoise.

## Biographie
Il a fait ses études secondaires à Montréal, au collège Sainte-Thérèse, puis au Collège André-Grasset. Il fait ses études de médecine à l’université de Montréal et se forme en psychiatrie à l'Institut Albert-Prévost. Il poursuit sa formation en psychiatrie à l'hôpital Sainte-Anne, à Paris, et se fixe définitivement en France.
Il rentre en formation à l'institut de psychanalyse de la Société psychanalytique de Paris, dont il devient membre adhérent en 1967 et membre titulaire en 1971. Il est nommé directeur de l’institut de psychanalyse en 1973, fonction dont il est démis dès 1974, et remplacé par André Green. Dans le cadre de ses activités à l'institut de psychanalyse, il crée un séminaire Confrontation, qui devient une association cofondée avec Dominique Geahchan en 1977, puis qui publie les cahiers Confrontation, que René Major dirige de 1979 à 1989. Il démissionne de la Société psychanalytique de Paris et de l'Association psychanalytique internationale en 1976.
Sollicité par Jacques Derrida, il est nommé directeur du programme philosophie-psychanalyse, au Collège international de philosophie (1983-1992). Il est élu président de la Société internationale d’histoire de la psychiatrie et de la psychanalyse en 1986.
Il est proche de Nicolas Abraham qu'il soutient lorsque celui-ci se voit refuser le statut de membre de la Société psychanalytique de Paris et de Maria Torok.

### AssociationAnalyser
René Major s'engage en faveur des états généraux de la psychanalyse. Il est vice-président de l'association Analyser, fondée en 2004, qui regroupe notamment des psychanalystes concernés par la reconnaissance de l'activité des psychanalystes sur le plan législatif, en lien avec la législation promulguée en 2004, relative au titre de psychothérapeute qui mentionnent les psychanalystes et « leurs associations », et par ajout en 2009 mentionnant les masters en psychanalyse. Cette association a présenté en 2010 devant le Conseil d’État un recours contre les carences, relatives aux mentions précitées, du décret d’application de cette législation, pris le 20 mai 2010.

### Institut des hautes études en psychanalyse
René Major a fondé et dirige l’Institut des hautes études en psychanalyse (IHEP) dont les séminaires se tiennent depuis 2006 à l’École normale supérieure à Paris, dans le cadre du Laboratoire disciplinaire Pensée des sciences.

## Publications
- Rêver l’autre, 1977
- L’Agonie du jour, 1979
- (dir.), Cahiers Confrontation. Semestriel : no 1-no 20, Paris, Aubier-Montaigne, 1979-1989 (ISSN 0222-5956)
- Discernement. La psychanalyse aux frontières du droit, de la biologie et de la philosophie, 1984
- De l’Élection. Freud face aux idéologies américaine, allemande et soviétique, 1986
- Lacan avec Derrida. Analyse désistancielle, 1991
- Au Commencement. La vie, la mort, Galilée, 1999
- (dir.), États généraux de la psychanalyse. Paris, Sorbonne, 8-11 juillet 2000, Paris, Aubier, coll. « La psychanalyse prise au mot », 2003, 266 p. (ISBN 978-2-7007-2434-9, LCCN 2003708837)
- La démocratie en cruauté, Galilée, 2003
- avec Chantal Talagrand-Major, Freud, Paris, Gallimard, coll. « Folio biographies », 2006, 337 p. (ISBN 978-2-07-032090-5)
- L’homme sans particularités, Circé, 2008 (en attente)
- Au cœur de l'économie, l'inconscient, Galilée, 2014
- Archivologie I, Furor, 2024
- Archivologie II, Furor, 2025 *

### Ouvrage collectif

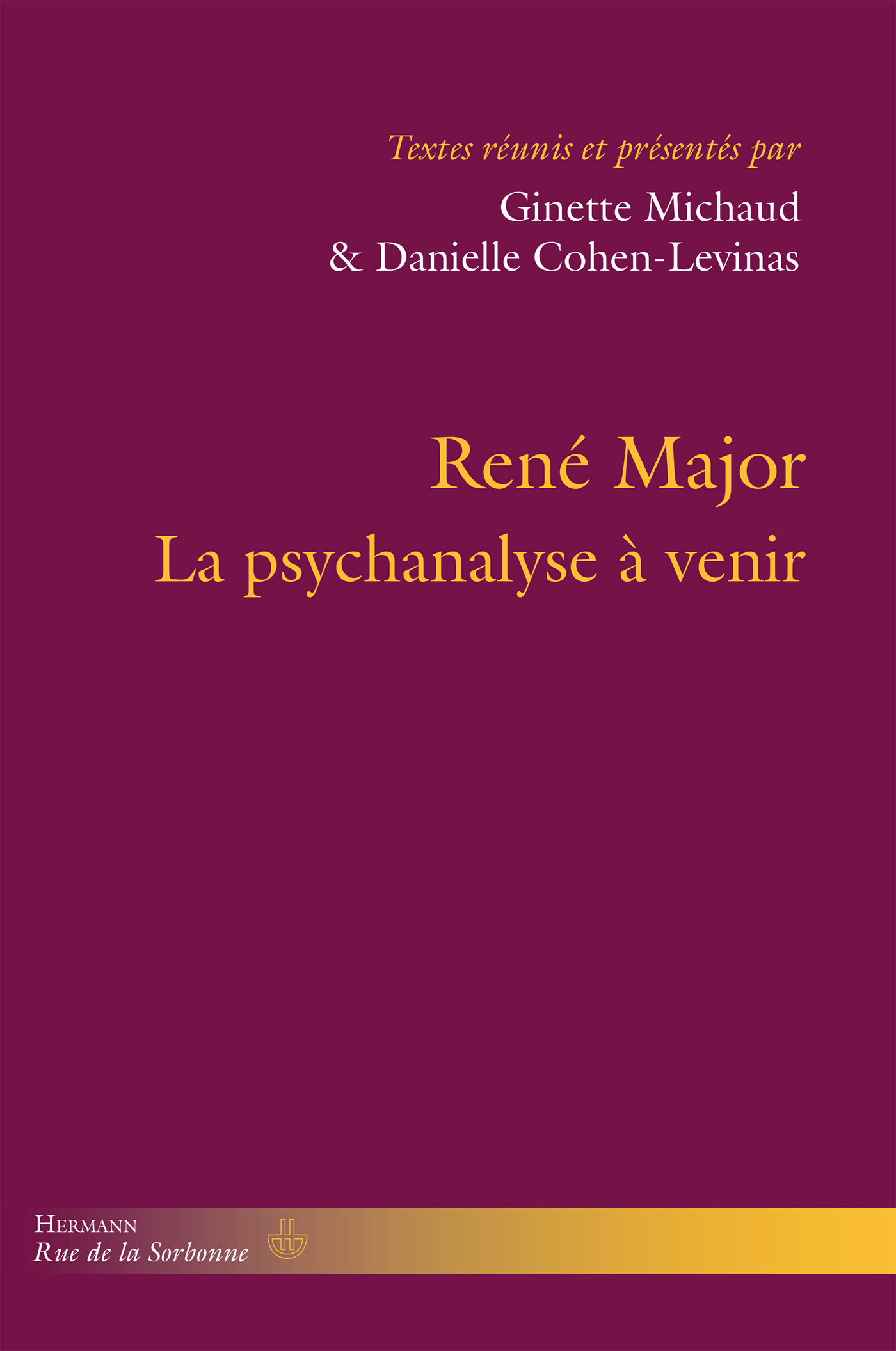

René Major, La psychanalyse à venir, textes réunis et présentés par Ginette Michaud et Danielle Cohen-Levinas, Hermann, Rue de la Sorbonne, 2022